# Sabarimala
Świątynia Sabarimala – świątynia hinduistyczna w stanie Kerala, w Indiach. Uważana za jedno z najświętszych miejsc hinduizmu, cel corocznych pielgrzymek wyłącznie mężczyzn. Do niedawna kobiety zwyczajowo nie miały wstępu na teren świątyni, lecz we wrześniu 2018 Sąd Najwyższy stwierdził, że zakaz jest niezgodny z konstytucją. Próby wejścia do świątyni przez osoby inne niż hinduscy mężczyźni doprowadziły do gwałtownych zamieszek.